# 耿純
耿 純（こう じゅん、? - 37年）は、後漢の武将。字は伯山（はくざん）。鉅鹿郡宋子県（河北省趙県）の人（『後漢書』列伝11・本伝）。光武帝の功臣であり、「雲台二十八将」の13位に序せられる（『後漢書』列伝12）。末裔に耿武・簡雍。

## 略歴
| 姓名           | 耿純 |
| 時代           | 新代 - 後漢時代                                                                                           |
| 生没年         | 生年不詳 - 37年（建武13年）                                                                               |
| 字・別号       | 伯山（字）                                                                                                |
| 本貫・出身地等 | 冀州鉅鹿郡宋子県                                                                                          |
| 職官           | 納言士〔新〕→騎都尉〔更始〕 →前将軍〔劉秀（後漢）〕 →東郡太守〔後漢〕 →太中大夫〔後漢〕 →東郡太守〔後漢〕 |
| 爵位・号等     | 耿郷侯〔劉秀〕→高陽侯〔後漢〕 →東光侯〔後漢〕→東光成侯〔没後〕                                            |
| 陣営・所属等   | 王莽→更始帝→光武帝（劉秀）                                                                                |
| 家族・一族     | 父：耿艾 子：耿阜 一族：耿訢〔従兄弟〕 耿宿〔従兄弟〕 耿植〔従兄弟〕                                      |

### 挙兵
父の耿艾は済平尹（新制における定陶郡の太守）となり、耿純は長安に学び、納言の士（新制における尚書）となる。王莽が敗れて更始帝が立つと、更始帝は配下の李軼を遣り、耿艾もこれに降り済南太守となった。耿純は李軼に諫言することがあり、李軼は耿純が使える人物と思い、鉅鹿の豪族の出であるので騎都尉とし、趙・魏を帰順させようとした。
行大司馬劉秀が河北に渡り邯鄲に至るにあたり、耿純は宋子から陣幕を訪れて謁見し、劉秀は丁重に扱った。他の更始帝の将と異なり、劉秀の兵士の規律が整っているのを見て、耿純は劉秀と結びつこうと貢物を献じた。劉秀は耿純を邯鄲に残して中山に向かったが、更始元年（23年）12月、群雄の王郎が挙兵する。王郎は劉秀に賞金を賭け、耿純らにも追討を掛けるが、耿純は邯鄲を脱出し、宋子へ戻る。耿純は劉秀を探して盧奴にいると知ると、従兄弟たちと盧奴に向い、王郎の挙兵を告げた。劉秀は一旦北上して薊に進み、耿純は南に戻る。劉秀は騒乱する薊を南下し、苦難の末、ようやく迎え受けてくれる信都郡に入った。一方、耿純は従兄弟の耿訢・耿宿・耿植らと共に一族郎党を率いて、育県にて劉秀を迎え恭順する。劉秀は耿純を前将軍として侯位を授け、耿訢・耿宿・耿植を偏将軍とした。劉秀らは宋子を降し、耿純らは従いて下曲陽及び中山を攻めた。

### 戦歴
劉秀は王郎の将の李育が立てこもる柏人を攻めるが、長く落せなかった。柏人を攻めるより鉅鹿を攻めるべしという進言に従って、劉秀は鉅鹿を囲むが、太守の王饒は固守し、数十日しきりに攻めるも勝てずにいた。耿純は劉秀に「いつまでも王饒の攻撃に執着すると、兵士は疲弊してしまいます。そうではなく、大兵の精鋭を進めて邯鄲を攻めましょう。王郎を誅すれば王饒は戦わずして、自ら投降致しましょう」と進言した。劉秀はこの案を採用し、鄧満を守将として残すと、邯鄲を攻め、ついにはこれを破り、王郎を斬った。
さらに、耿純は劉秀に従いて銅馬を撃った。更始帝軍と正面から戦うことになったため、諸将は劉秀に皇帝への即位を促すが、劉秀はなかなか肯んじない。中山に至って、諸将が再びこの議を上奏するが、やはり劉秀は受けない。諸将が退出しようとしたところ、耿純は進んで諫言し、耿純の意見が甚だ誠実だったので、劉秀は深く感じて「我このことを考えん」と答えた。

### 後漢の元勲に

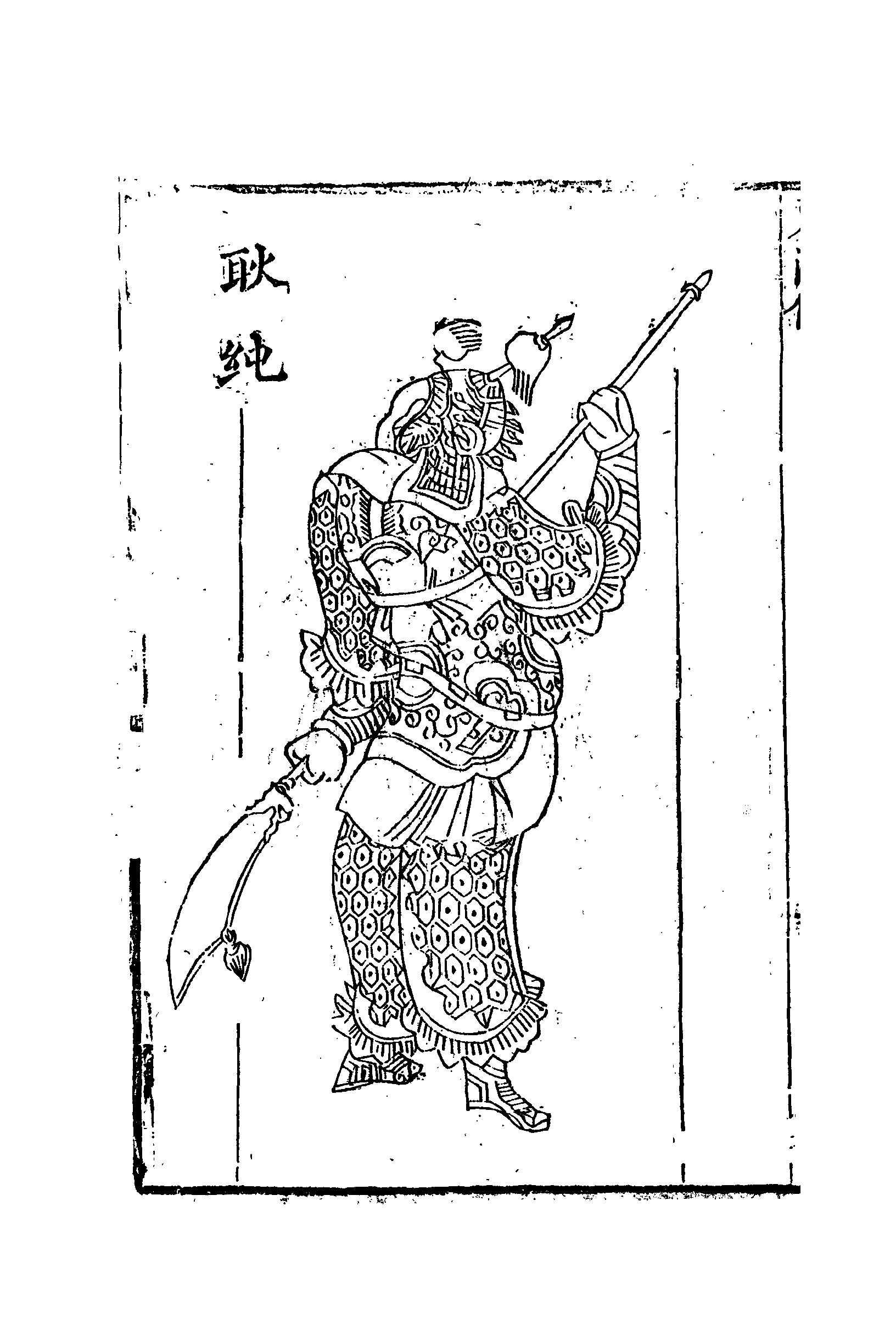
耿純

建武元年（25年）、光武帝は即位し、耿純は劉永を済陰に撃ち、定陶を降した。光武帝の陣営にいたで耿純の母の兄弟である真定王劉楊は予言書を捏造し、民衆を惑わせようとした。
建武2年（26年）春、光武帝は騎都尉陳副と游撃将軍鄧隆を遣わして劉楊を召し出すが、彼はこれに応じない。そこで、光武帝は耿純に節を持たせて遣わし、各王侯を労いさせ、密かに「劉楊が謁見するようであれば、これを捕えよ」と命じた。結局、耿純は、劉楊が挙兵する前に謀殺した。耿純は京師に帰ると、自分は将となり侯位を受たが、元々は官吏の出であり、天下はあらかた安定してきたといって、自ら文官として地方行政の道を望んだ。光武帝は耿純を東郡太守とする。その時、東郡は治安が悪化していたが、、耿純が就任して数カ月にして、盗賊は沈静化した。また、更始帝の東平太守に、泰山・済南・平原の賊を平らげた。勤めたること4年、取調べていた者が、判決の降る前に自殺した事を罪に問われ、太守を罷免された。
建武6年（30年）、東光侯となり国に就いた。
建武8年（32年）、東郡に盗賊が決起したので、光武帝は耿純を太中大夫の位につけ、大軍とともに東郡に遣わした。すると九千余人の盗賊たちが、耿純が来たと聞くや官軍に降り、大軍は戦わずして帰ってきた。光武帝は耿純にそのまま東郡太守を務めさせ、役人民衆は耿純に服した。
建武13年（37年）、在職のまま死去。諡は成侯。

## 人柄・逸話
- 耿純が薊から南下した劉秀についた時、邯鄲の王郎に降る郡県は多かった。耿純は一族の寝返りを恐れて、耿訢、耿宿を戻らせ、その屋敷を焼かせた。劉秀が耿純にその故を問うと、耿純は答えて「密かに見ますに、明公（劉秀）はたった一台の車で河北に臨み、蓄財もなく、金や物で人を集めるお方ではありませぬ。ただ、恩徳によって民衆を手なずけ、だからこそ民衆は期待している。いま邯鄲は自立し、北部の州はあなたと距離を置いています。私は一族を挙げて帰順したといえども、郎党には決心がついていない者がある事を恐れています。ゆえに屋敷を焼いて、後ろ髪を引かれぬようにしたのです」。劉秀は心打たれて歎息した。
- 射犬郷に赤眉・青犢・上江・大彤・鉄脛・五幡の流賊の十余万人が集まった時、劉秀はこれを討たんとし、耿純はその前衛であったので、夜間に賊に攻められた。矢は雨の如く降り、兵士の多くが死傷した。耿純は部隊を統率し、堅く守って動かなかった。次に二千人の決死隊を選び、一緒に強弩を持ってそれぞれ三つ矢をつがえ、枚をふくんで（兵が喋られず、音で気づかれないように）、こっそりと抜け道を通り賊の後ろに出て声を上げさせ、強弩を撃たせたので、賊は驚き逃れようとし、これを追撃して遂には破った。
- 東郡太守を罷免された後、光武帝が董憲を撃った後の帰途に従って、耿純も行軍していた。隊列が東郡を通りかかると、民衆の老若数千人が天子の車駕に群がり、「お願いします、耿純様を太守に返してください」と泣きながら訴えた。光武帝はこれを聞いて「耿純は年少にして甲冑をつけて兵士となっただけ。郡を治めてこれほど良く慕われるとは」と言った。
- 耿純の従兄弟の耿植は輔威将軍と為り武邑侯に封じられ、耿宿は代郡太守と為り遂郷侯に封じられ、耿訢は赤眉将軍と為り著武侯と封じられて、鄧禹に従いて西征するも戦死した。